# Parafia św. Wojciecha w Wojciechowicach
Parafia pw. Świętego Wojciecha w Wojciechowicach - parafia rzymskokatolicka znajdująca się w diecezji sandomierskiej w dekanacie Ożarów. Erygowana w 1326. Mieści się pod numerem 1.